# Sherif Touré Coubageat
Sherif Touré Coubageat (27 de dezembro de 1983)  é um ex-futebolista profissional togolês que atuava como atacante.

## Carreira
Sherif Touré Coubageat representou o elenco da Seleção Togolesa de Futebol no Campeonato Africano das Nações de 2006.